# Anopheles filipinae
Anopheles filipinae är en tvåvingeart som beskrevs av Manalang 1930. Anopheles filipinae ingår i släktet Anopheles och familjen stickmyggor. Inga underarter finns listade i Catalogue of Life.